# Krysk
Krysk (prononciation : [krɨsk]) est un village polonais de la gmina de Naruszewo dans le powiat de Płońsk de la voïvodie de Mazovie dans le centre-est de la Pologne.
Il se situe à environ 4 kilomètres à l'est de Naruszewo (siège de la gmina), 12 kilomètres au sud de Płońsk (siège du powiat) et à 53 kilomètres au nord-ouest de Varsovie (capitale de la Pologne).

## Histoire
De 1975 à 1998, le village appartenait administrativement à la voïvodie de Ciechanów.